# Сат за нашу планету
Сат за нашу планету (енгл. Earth Hour, досл. Земљин сат) највећа је светска глобална акција у којој милиони људи, као и небројене институције, компаније и многе организације, гасе светла на сат времена. Акцију организује WWF (World Wide Fund for Nature, срп. Светска фондација за природу, такође познат као , срп. Светски фонд за дивљину), а одржава се сваке године последњe суботe у марту од 20:30 до 21:30 по локалном времену. Позивајући домаћинства и компаније на гашење њихових светала и осталих електричних уређај на један сат има за циљ подизања свести о потреби предузимања акције око климатских промена.

## Историјат
Сат за планету Земљу покренули су WWF и The Sydney Morning Herald 2007. године када је 2.200.000 становника Сиднеја учествовало гашењем светала. Следећи пример Сиднеја, многи други градови широм света прихватили су догађај 2008. године. Сат за планету Земљу 2010. одржан је 27. марта од 20:30 до 21:30 по локалном времену. Суштина акције Сат за нашу планету није само уштеда електричне енергије у том сату искључивања, већ да се једним таквим визуелним ефектом подсети свих на важност свакодневног деловања како бисмо очували нашу планету. Ангажује милионе људи у више од 180 земаља и територија, искључујући своја светла како би показали подршку нашој планети.
Многе декоративне расвете су искључене и на здањима као што су Забрањени град у Пекингу, Ајфелов торањ у Паризу, Бакингемска палата у Лондону, зграда опере у Сиднеју, чувени мост Голден гејт и многи други.
Сат за Земљу превазилази симболичку акцију искључивања. Постао је покретач позитивног утицаја на животну средину. Покреће и велике законодавне промене,али и колективно деловање.
Сат за Земљу је отворен (енгл. Open Source) за све и помаже при уједињавању људи због заштите наше планете. Он је за сада један од највећих светских покрета за заштиту животне средине.

### Некад и сад
Када је покрет настао 2007. године охрабривани су људи широм света да искључе своја светла како би скренули пажњу на климатске промене. Више од деценије касније, климатска криза остаје погоршана још једном хитном претњом: брзим губитком биолошке разноликости и природе.
Природни системи су од виталне важности за будућност човечанства, али током последњих 50 година глобални губитак природе  је немерљив. Природа нам не пружа само храну, воду, чисти ваздух. Она је и један од најјачих савезника против климатских промена. Заштита природе је једно од најнепосреднијих, најмоћнијих и најисплативијих решења за климатску кризу.

### Сат за нашу планету 2011.
Године 2011. акцију Сат за нашу планету је по први пут подржало свих седам континената. Одзив је био велики, а само у Канади је преко 400 градова подржало акцију. У Израелу се Сат за нашу планету одржао 24. марта, а у Индији 26. марта. На Филипинима се акција одржала нешто раније, будући да је нестало струје. Интересантно је то да је те године Јутуб дао свој допринос мењајући свој лого на којем се позадина странице могла променити из беле у црну.

### Сат за нашу планету 2012.
Године 2012. акција Сат за нашу планету се одржала 31. марта у 20:30 до 21:30 сати. Те године акцију је пратила кампања „Ја хоћу ако ћеш и ти!“ (I will if you will!),
коју је осмислила агенција Лео Барнет. За ту намену снимљени су разни видео записи са изазовима малих и великих људи.

### Сат за нашу планету 2013.
Године 2013. акција Сат за нашу планету се одржала 23. марта у 20:30 сати када су се светла погасила на један сат. Те године је оборен рекорд: 7000 градова и 152 државе су укључене у акцију са више стотина милиона становника.

### Сат за нашу планету 2020.
Године 2020. манифестација је одржана 28. марта. Сат за Земљу има за циљ да покрене глобалне разговоре о заштити природе не само за борбу против климатске кризе, већ и за осигурање властитог здравља, среће, благостања, па чак и опстанка.